# Bruno Hofstätter
Bruno Hofstätter, né le 14 mai 1963 à Lienz, est un biathlète autrichien.

## Biographie
Dans la Coupe du monde, il fait ses débuts en 1986 et obtient son meilleur résultat individuel en 1988 avec une quinzième place. Il remporte le relais de Pokljuka en décembre 1992 pour son seul podium international
En 1988, il est sélectionné pour les Jeux olympiques à Calgary, où avec Anton Lengauer-Stockner, Franz Schuler et Alfred Eder, il obtient le quatrième rang. Il est 23e et 24e dans les épreuves individuelles. Il prend part aussi aux Jeuy d'Albertville quatre ans plus tard.
Aux Championnats du monde, son meilleur résultat individuel est 19e du sprint en 1993 et par équipes, cinquième en 1990.

## Palmarès

### Jeux olympiques d'hiver
| Épreuve / Édition                | Individuel | Sprint | Relais |
| Jeux olympiques 1988 Calgary     | 24e        | 23e    | 4e     |
| Jeux olympiques 1992 Albertville | 41e        | -      | 12e    |

### Coupe du monde
- Meilleur résultat individuel : 15e.
- 1 podium en relais : 1 victoire.